# Skepptunatäcket

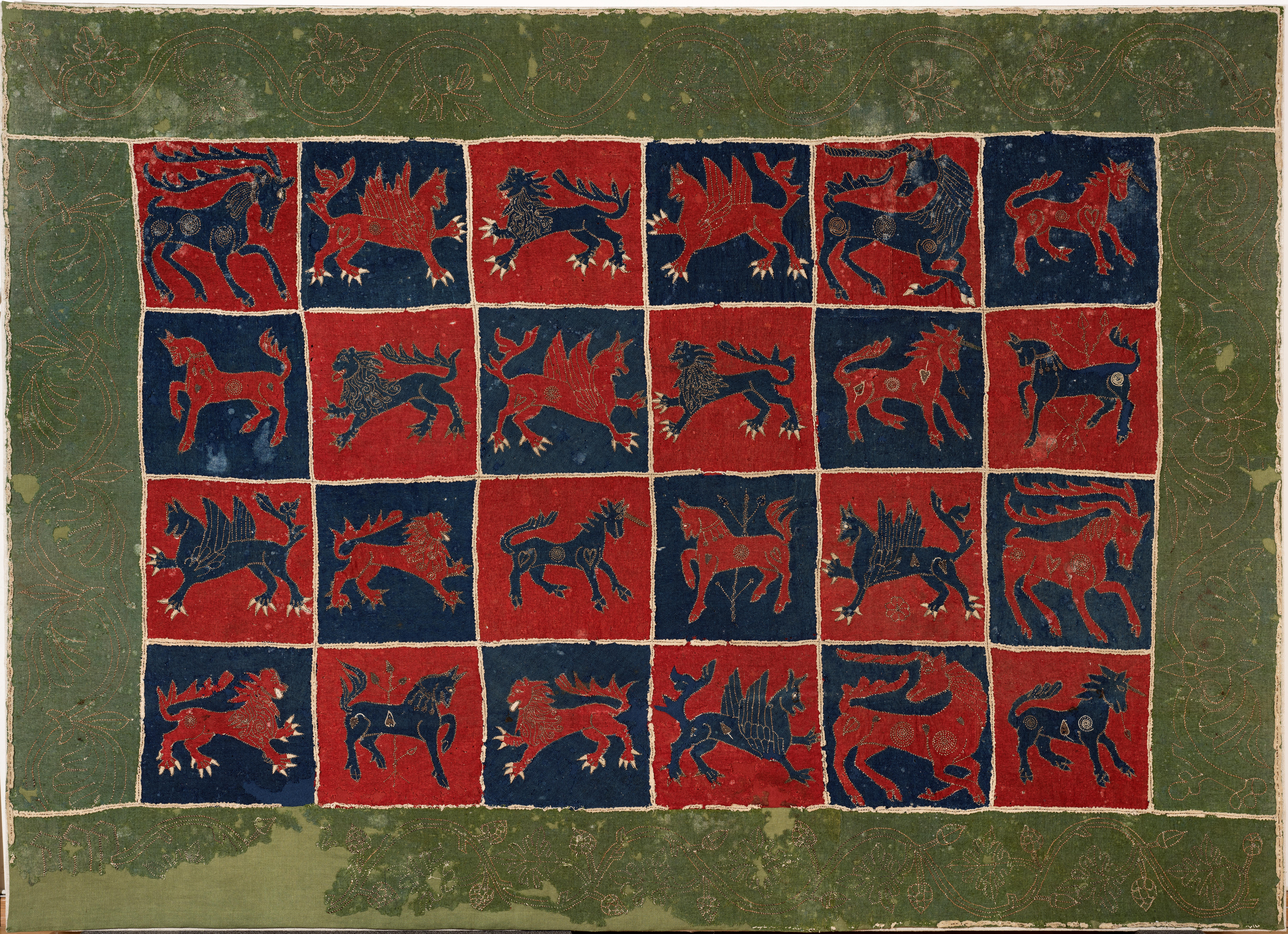
Skepptunatäcket

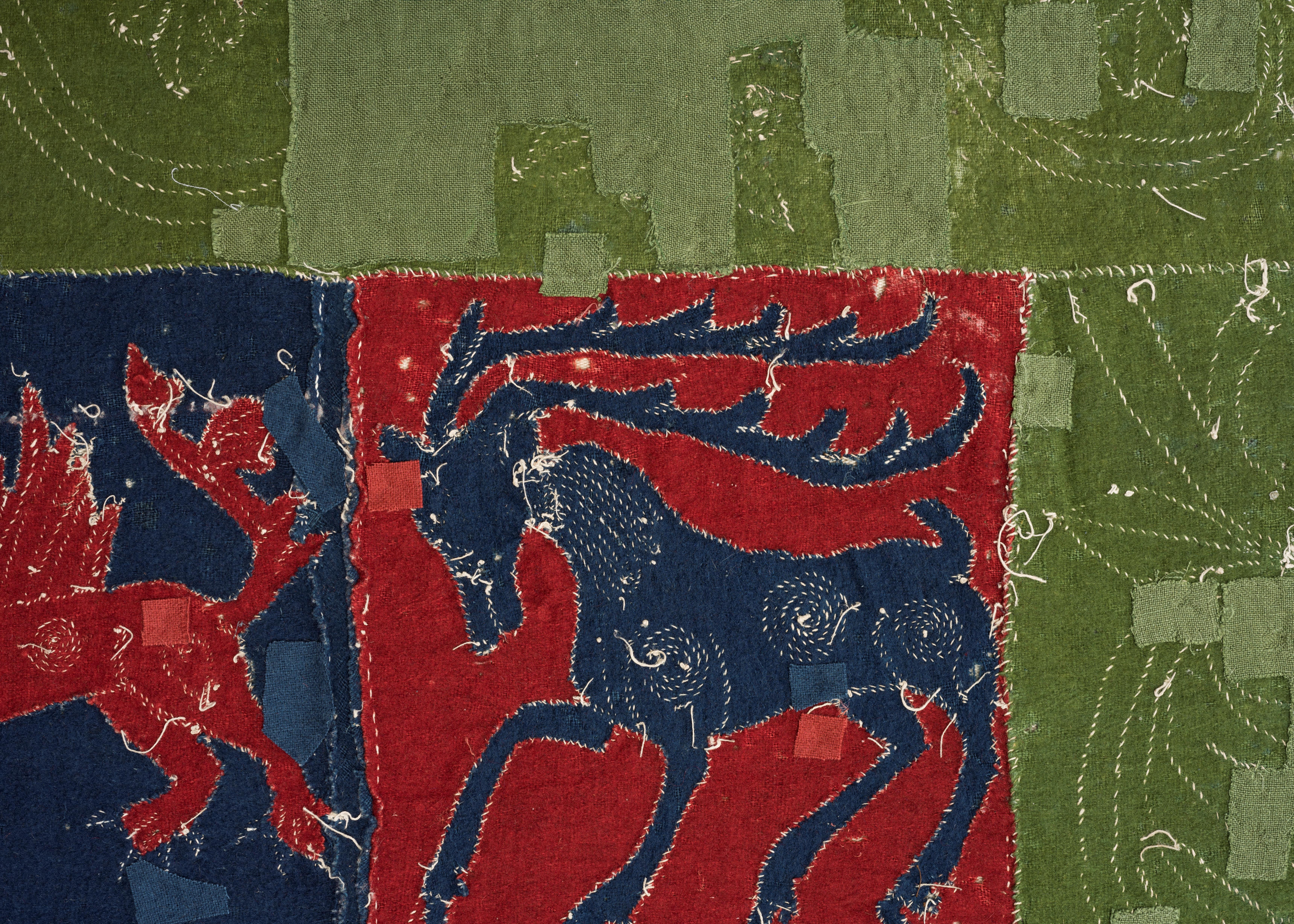
Detalj baksidan Skepptunatäcket

Skepptunatäcket är ett textilt arbete som kommer från Skepptuna kyrka i Uppland och som nu finns på Statens historiska museum (inventarienummer 3983). Enligt en Kol-14-analys av arbetet har det utförts mellan 1440 och 1620. Stilhistoriskt är den tidigare dateringen den troligare. I museets databas anges tillverkningstid till 1500-talet.
Skepptunatäcket är omkring 160x210 cm och består av tjugofyra blå och röda kvadrater med djurfigurer i kontrafärg, ordnade i sex kolumner och fyra rader, samt en bred grön kantbård. Djurfigurerna är utförda i intarsiabroderi. Kvadraterna är sinsemellan avdelade av tunna, vita vadmalsremsor. Den gröna kantbården är på kortsidorna broderad med akantusmönster och på långsidorna med ett vinrankemönster.
Skepptunatäcket omtalas ibland som en brudpäll.